# Linia kolejowa nr 081 (Czechy)
Linia kolejowa nr 081 – jednotorowa linia kolejowa o znaczeniu regionalnym w Czechach. Linia jest zelektryfikowana tylko na odcinku Děčín hl.n. – Děčín východ. Łączy stację Děčín hl.n. z Rumburkiem i Czeska Lipa. Przebiega przez terytorium dwóch krajów: usteckiego i libereckiego.